# Saint James School of Medicine
De Saint James School of Medicine (SJSM) is een private universiteit in de Caraïben met een Amerikaans curriculum. Het werd in 1999 opgericht op Bonaire en heeft tegenwoordig nog twee campussen, op Anguilla en Saint Vincent en de Grenadines. Het instituut leidt op in de graad Doctor of Medicine (MD).
Het instituut werd in 1999 opgericht op Bonaire en opende in 2000 de deuren. In 2010 werd een tweede campus geopend op het eiland Anguilla en in 2014 een derde op Saint Vincent en de Grenadines. In 2015 werd de campus op Bonaire gesloten omdat het daar de accreditatie verloor. De studenten werden toen overgeplaatst naar Saint Vincent.
Het studieprogramma bestaat uit drie semesters per jaar met een totaal van tien semesters. De eerste vijf semesters worden op een van de twee campussen gevolgd. Daarna wordt een klinisch vervolg gegeven in een ziekenhuis in de Verenigde Staten
Beide campussen hebben een accreditatie van de Caribbean Accreditation Authority for Education in Medicine and other Health Professions (CAAM-HP).